# Chlorita pasiasta
Chlorita pasiasta är en insektsart som beskrevs av Irena Dworakowska 1977. Chlorita pasiasta ingår i släktet Chlorita och familjen dvärgstritar.
Artens utbredningsområde är Algeriet. Inga underarter finns listade i Catalogue of Life.